# Marilena Neacsu
Marilena Neacsu (Sibiu, Rumania, 15 de agosto de 1961) es una gimnasta artística campeona mundial en 1979 en el concurso por equipos.

## Carrera deportiva
En el Mundial que tuvo lugar en Estrasburgo (Francia) en 1978 ganó la plata en el concurso por equipos, tras la Unión Soviética y por delante de Alemania del Este, siendo sus compañeras: Nadia Comăneci, Emilia Eberle, Marilena Vladarau, Teodora Ungureanu y Anca Grigoraș.